# Genelia D'Souza

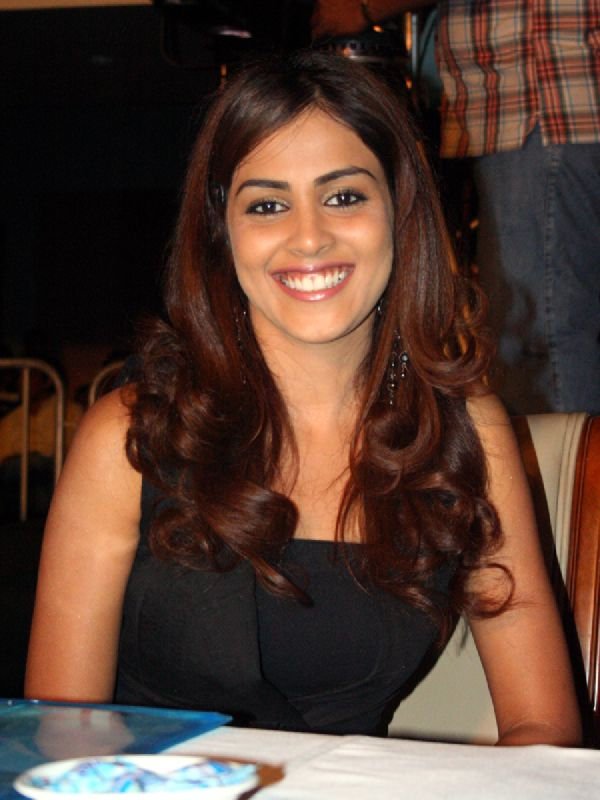
Genelia D'Souza

Genelia D'Souza (sinh ngày 05 Tháng Tám năm 1987) là một nữ diễn viên điện ảnh Ấn Độ, người mẫu. Cô đã xuất hiện trong các phim tiếng Telugu, Tiếng Hinđi, Tamil, Kannada, và tiếng Malayalam.
Các phim tiêu biểu: Bommarillu (2006), Santosh Subramaniam (2008), Jaane Tu... Ya Jaane Na (2008),...

## Các phim đã đóng
| Năm  | Phim                   | Vai                    | Ngôn ngữ  | Ghi chú                                                                                            |
| ---- | ---------------------- | ---------------------- | --------- | -------------------------------------------------------------------------------------------------- |
| 2003 | Tujhe Meri Kasam       | Anjali (Anju)          | Hindi     | Nominated—Star Screen Award for Most Promising Newcomer – Female                                   |
| 2003 | Boys                   | Harini                 | Tamil     | |
| 2003 | Satyam                 | Ankitha                | Telugu    | |
| 2004 | Masti                  | Bindhiya               | Hindi     | |
| 2004 | Samba                  | Sandhya                | Telugu    | |
| 2004 | Sye                    | Indu                   | Telugu    | |
| 2005 | Naa Alludu             | Gagana                 | Telugu    | |
| 2005 | Sachein                | Shalini                | Tamil     | |
| 2005 | Subhash Chandra Bose   | Anitha                 | Telugu    | |
| 2006 | Happy                  | Madhumathi             | Telugu    | |
| 2006 | Raam                   | Lakshmi                | Telugu    | |
| 2006 | Bommarillu             | Hasini Rao             | Telugu    | Nandi Special Jury Award Filmfare Award for Best Actress - Telugu Santosham Award for Best Actress |
| 2006 | Chennai Kadhal         | Narmadha               | Tamil     | |
| 2007 | Dhee                   | Puja                   | Telugu    | |
| 2008 | Mr. Medhavi            | Swetha                 | Telugu    | |
| 2008 | Satya In Love          | Veda                   | Kannada   | |
| 2008 | Santosh Subramaniam    | Hasini Govindan        | Tamil     | Nominated—Filmfare Award for Best Actress - Tamil Nominated—Vijay Award for Best Actress           |
| 2008 | Mere Baap Pehle Aap    | Shikha Kapur           | Hindi     | |
| 2008 | Ready                  | Puja                   | Telugu    | |
| 2008 | Jaane Tu Ya Jaane Na   | Aditi Mahant           | Hindi     | Nominated—Star Screen Award for Best Actress Nominated—Stardust Superstar of Tomorrow – Female     |
| 2008 | King                   | herself                | Telugu    | Cameo appearance                                                                                   |
| 2009 | Sasirekha Parinayam    | Sasirekha              | Telugu    | |
| 2009 | Life Partner           | Sanjana Jugran         | Hindi     | |
| 2009 | Katha                  | Chitra Singh           | Telugu    | Nandi Special Jury Award                                                                           |
| 2010 | Chance Pe Dance        | Tina Sharma            | Hindi     | |
| 2010 | Uthamaputhiran         | Pooja                  | Tamil     | |
| 2010 | Orange                 | Jaanu                  | Telugu    | |
| 2011 | Urumi                  | Arakkal Ayesha         | Malayalam | Asiavision Film Award for Best Actress                                                             |
| 2011 | Force                  | Maya                   | Hindi     | |
| 2011 | Velayudham             | Bharathi               | Tamil     | |
| 2012 | Tere Naal Love Ho Gaya | Mini                   | Hindi     | |
| 2012 | Naa Ishtam             | Krishnaveni            | Telugu    | |
| 2012 | It's My Life           | Natalie Chopra (Geenu) | Hindi     | Post-production (Releasing on ngày 15 tháng 6 năm 2012)                                            |